# Jean Doublet (homme politique)
Pour les articles homonymes, voir Doublet.
Jean Doublet, né le 26 mai 1906 à Montdidier et décédé le 17 juillet 1981 dans la même ville, est un homme politique français.